# CD86

Struktura ludzkiego CD86

CD86 (ang. cluster of differentiation 86; synonimy: B7-2, B7.2, B70, CD28LG2, LAB72) – białko występujące na powierzchni komórek prezentujących antygen i dostarczające sygnał kostymulujący limfocytom T, odgrywając tym samym zasadniczą rolę w rozwoju swoistej odpowiedzi odpornościowej. Białko CD86 jest ligandem dla receptorów CD28 i CTLA-4. CD86 zwykle współdziała z cząsteczką CD80. CD86 jest kodowane przez gen o tej samej nazwie, znajdującym się na chromosomie 3 w lokalizacji 3q21.